# Hans Hedtoft
 For alternative betydninger, se Hans Hedtoft (flertydig). (Se også artikler, som begynder med Hans Hedtoft)
 Der er flere personer med dette navn, se Hans Hansen.
Hans Christian Hedtoft Hansen (21. april 1903 i Aarhus – 29. januar 1955 i Stockholm ) var dansk statsminister fra 13. november 1947 til 30. oktober 1950 og igen fra 30. september 1953 til sin død den 29. januar 1955. Han var medlem af Folketinget valgt for Socialdemokratiet. Oprindeligt hed han Hansen, men han skiftede i 30'erne navn til Hedtoft-Hansen, for senere bare at hedde Hedtoft.

## Baggrund
Den 21. april 1903 fødtes Hedtoft i Lollandsgade 23 i Aarhus som den yngste i en børneflok på 11. Faderen var skrædder og havde sit værksted i husets kælder.
Hedtoft var en kvik elev i skolen, men hans fars alt for tidlige død vendte om på alting. Han gik ud af skolen og kom i lære som litograf i Graven i Aarhus. Der blev hans politiske interesse vakt. Som 16-årig blev han formand i lærlingeforeningen i Aarhus, og han meldte sig ind i det nystartede DSU – Dansk Socialdemokratisk Ungdoms forening. Allerede i 1920 blev han bevægelsens første landssekretær og i 1927 dens formand. Han studerede ved den socialdemokratiske partihøjskole Tinz i Thüringen i Tyskland, hvor han traf Ella Holleufer, der senere blev hans hustru.
I 1929 flyttede han til København, hvor han på Staunings initiativ blev assistent i partiet og sekretær for dets folketingsgruppe.

## Politisk karriere
I 1935 blev Hedtoft medlem af Folketinget.
I 1939 blev han formand for Socialdemokratiet efter Stauning, men blev af besættelsesmagten tvunget til at fratræde posten i 1941. Han var fortsat stærkt politisk aktiv og med til at skabe kontakt mellem politikere og modstandsbevægelse.
I 1945 kom han tilbage som formand og var det til sin død i 1955. Han var arbejds- og socialminister i befrielsesregeringen i 1945.
Efter venstreregeringen Knud Kristensens fald blev Hans Hedtoft statsminister for en socialdemokratisk mindretalsregering 13. november 1947 – 30. oktober 1950. Han var en varm tilhænger af det nordiske samarbejde, og det var ham en stor skuffelse, at det ikke lykkedes at skabe et nordisk forsvarsforbund. Planerne brød sammen, fordi Norge sigtede mod medlemskab i Atlantpagten, senere NATO, og det resulterede i Danmarks tilslutning i 1949.
22. januar 1948 foreslog den britiske udenrigsminister Ernest Bevin en forsvarsunion mellem Storbritannien, Frankrig, Holland, Belgien og Luxemburg, hvor han undlod at nævne Skandinavien for ikke at sætte de nordiske lande i en ubehagelig situation i forhold til Sovjetunionen. Som et modtræk fulgte 22. februar Josef Stalins forslag til Finlands præsident Juho Kusti Paasikivi om, at Sovjetunionen og Finland skulle indgå en samarbejdsaftale efter model af den aftale, Sovjetunionen havde indgået med Ungarn og Rumænien. Aftalen lagde klare begrænsninger på Finlands selvstyre. I begyndelsen af marts fik det norske udenrigsministerium oplysninger fra repræsentationerne i Moskva, Helsingfors, Warszawa og Washington om, at det i næste omgang blev Norge, der ville modtage sådan et tilbud. Kommunisterne havde ved Pragkuppet taget magten i Tjekkoslovakiet i slutningen af februar 1948, fulgt af udrensninger og politisk ensretning. Vestlig presse bekymrede sig nu for en sovjetisk ekspansion i Norden. I marts 1948 kom der skarpe sovjetiske presseangreb på Danmarks militær- og udenrigspolitik. Rygter om kommunistiske kupplaner skabte frygt og uro. I påsken sidst i marts iværksatte dansk forsvar og politi for en sikkerheds skyld omfattende beredskab. Den danske udsending i Prag fik oplyst, at "Danmark står for tur lige efter Tjekkoslovakiet". Så anspændt var stemningen i påsken, at da den ferierende Hedtoft en morgen vågnede af larm fra motorer, troede han, det var den sovjetiske invasion, han hørte – i virkeligheden var det larmen fra landbrugsmaskiner på vej i marken.  Påskekrisen førte til, at Socialdemokratiet og Hedtoft modstræbende måtte søge om dansk tilslutning til Atlantpagten (NATO).
I 1950 måtte Hedtoft gå af som statsminister, men efter VK-regeringen under Erik Eriksen dannede han på ny en socialdemokratisk regering den 30. september 1953, og han forblev på posten til sin død i 1955. Han blev den første præsident for Nordisk Råd i 1953 og døde af hjerteslag under et møde i Nordisk Råd i Stockholm i 1955.

## Fodnoter
1. 1 2  Hans Hedtoft på gravsted.dk
2. ↑  Sven Holtsmark: "A.M.Kollontaj og forholdet Norge-Sovjetunionen", fra "Revolusjon, kjærlighet, diplomati", forlaget Unipub, ISBN 978-82-7477-287-8

| Efterfulgte : Knud Kristensen 7.11.1945 - 13.11.1947 | Hans Hedtofts første statsministerperiode 13.11.1947-30.10.1950 | Efterfulgtes af : Erik Eriksen 30.10.1950 - 30.9.1953 | Hans Hedtofts anden statsministerperiode 30.9.1953-29.1.1955 | Efterfulgtes af : H. C. Hansen 29.1.1955-19.2.1960 |